# يوري باتورين
يوري باتورين (بالروسية: Батурин, Юрий Михайлович)‏ (و. 1949 – م) هو رائد فضاء، ودبلوماسي، وأستاذ جامعي، وصحفي من روسيا . ولد في موسكو .

## ريادة الفضاء
شارك في المهمات الفضائية:
- Soyuz TM-28
- Soyuz TM-27
- Soyuz TM-32
- Soyuz TM-31.

## التعليم
تعلم في الأكاديمية الدبلوماسية التابعة لوزارة الخارجية الروسية، وجامعة موسكو الحكومية، ومعهد موسكو للفيزياء والتكنولوجيا، وMoscow State Law University

## جوائز
حصل على جوائز منها:
- بطل الاتحاد الروسي (وسام)
- Medal "In Commemoration of the 850th Anniversary of Moscow"
- Order of Courage
- Medal "For Merit in Space Exploration".

## الروابط الخارجية
- نبذة عن يوري ميخائيلوفيتش باتورين على الموقع الرسمي الأكاديمية الروسية للعلوم